# Alprenolol
Alprenolol (łac. alprenololum) – wielofunkcyjny organiczny związek chemiczny, lek stosowany w leczeniu nadciśnienia tętniczego, choroby niedokrwiennej serca oraz zaburzeń rytmu serca, o działaniu blokującym receptory adrenergiczne β1 oraz β2.

## Mechanizm działania
Alprenolol jest lekiem β-adrenolitycznym o działaniu na receptory adrenergiczne β1 i β2 z wewnętrzną aktywnością sympatykomimetyczną. Alprenolol jest również antagonistą receptorów serotoninowych (5-HT 1A).

## Zastosowanie
- nadciśnienie tętnicze[6]
- choroba niedokrwienna serca[6]
- zaburzenia rytmu serca[6]

W 2016 roku alprenolol nie był dopuszczony do obrotu w Polsce.

## Działania niepożądane
Alprenolol może powodować następujące działania niepożądane:
- bradykardia
- niewydolność serca
- zaburzenia automatyzmu i przewodzenia
- hipotensja
- skurcz oskrzeli
- zmęczenie
- uczucie zimna w kończynach
- śródmiąższowe zapalenie płuc
- włóknienie płuc
- włóknienie zaotrzewnowe
- zapalenie opłucnej
- zaburzenia ośrodkowego układ nerwowego
- zaburzenia przewodu pokarmowego
- miopatie
- odwracalne łysienie
- nadwrażliwość skórna
- toczeń rumieniowaty polekowy
- przejściowe dysfunkcje seksualne
- stwardniające zapalenie otrzewnej
- skurcze mięśniowe
- parestezje
- neuropatia
- małopłytkowość